# Mineral County (Nevada)
Mineral County je okres na západě státu Nevada ve Spojených státech amerických. Žije zde přibližně 4 600 obyvatel. Správním sídlem okresu je Hawthorne, přičemž v okrese se nenachází žádná obec a všechna sídla se nacházejí v nezařazeném území. Celková rozloha okresu činí 9876 km². Založen byl roku 1911 a pojmenován byl podle minerálů, které se v okolí nalézají.
Okres hraničí na jihozápadě se státem Kalifornie.